# Gaga'ifomauga
Gaga'ifomauga je jedan od jedanaest distrikta u Samoi. Središte distrikta je u naselju Aopo. Distrikt se nalazi na sjevernom dijelu otoka Savai'i. Susjedni samoanski distrikti su Gaga'emauga na istoku, Satupa'itea na jugozapadu, Vaisigano na zapadu i Palauli na jugu. Prema podacima iz 2001. godine u distriktu živi 4.770 stanovnika.